# 湯端温泉
湯端温泉（ゆばたおんせん）は、群馬県高崎市にある温泉。

## 泉質・効能
- ナトリウム-塩化物冷鉱泉(弱アルカリ性低張性冷鉱泉)
- 切り傷、火傷、慢性皮膚病、慢性婦人病に効果がある。

## 温泉街
一軒宿で温泉街と言えるものはない。宿泊施設は備えている。

## 歴史
- 開湯は1971年（昭和46年）である。桑子清が地元で古くから湧出していた湯端鉱泉の権利を借用して開業した。
- 番組の放映のため、タレントのみのもんたが宿泊・入浴したこともある。
- 経営者の桑子清が死去し、残された家族でしばらく経営してきたが立ちゆかず、6年間は休業していた。
- 2012年（平成24年）に先代経営者の孫にあたる桑子済（とおる）により、リニューアルオープンした。

## アクセス
- 鉄道 : 上信電鉄上信線吉井駅よりタクシーで約10分。
- 車 : 上信越自動車道吉井ICより約5分。

## その他
- 近くには、標高491mの牛伏山があり、山頂まで自動車道が整備されている。
- 6月下旬～7月上旬頃、宿の周辺でホタルを見ることができる。
- 近隣にはゴルフ場が多数あり、ゴルファーの宿泊客も多い。